# Liste der Monuments historiques in Rosnay (Marne)
Die Liste der Monuments historiques in Rosnay führt die Monuments historiques in der französischen Gemeinde Rosnay auf.

## Liste der Immobilien
| Bezeichnung       | Beschreibung            | Standort               | Kennzeichnung | Schutzstatus | Datum | Bild           |
| ----------------- | ----------------------- | ---------------------- | ------------- | ------------ | ----- | -------------- |
| Kirche Notre-Dame | aus dem 12. Jahrhundert | Rue du Montceau (Lage) | PA00078834    | Classé       | 120   | weitere Bilder |

## Liste der Objekte
| Bezeichnung                             | Beschreibung                           | Standort                        | Kennzeichnung | Schutzstatus | Datum | Bild           |
| --------------------------------------- | -------------------------------------- | ------------------------------- | ------------- | ------------ | ----- | -------------- |
| 45 Kirchenbänke                         | Holz, 19. Jahrhundert                  | in der Kirche Notre-Dame (Lage) | PM51001938    | Inscrit      | 1974  |                |
| Skulptur Erzengel Michael               | Stein, farbig gefasst, 16. Jahrhundert | in der Kirche Notre-Dame (Lage) | PM51001925    | Inscrit      | 2002  |                |
| Kommuniontisch                          | Schmiedeeisen, 18. Jahrhundert         | in der Kirche Notre-Dame (Lage) | PM51001928    | Inscrit      | 1974  |                |
| Skulptur Heiliger Vinzenz               | Stein, 16. Jahrhundert                 | in der Kirche Notre-Dame (Lage) | PM51001937    | Inscrit      | 1974  |                |
| Kanzel                                  | Holz, 19. Jahrhundert                  | in der Kirche Notre-Dame (Lage) | PM51001929    | Inscrit      | 1974  |                |
| Skulptur Heiliger Antonius              | Stein, 16. Jahrhundert                 | in der Kirche Notre-Dame (Lage) | PM51001934    | Inscrit      | 1974  |                |
| Skulptur Heilige Bertha von Blagny      | Stein, 17. Jahrhundert                 | in der Kirche Notre-Dame (Lage) | PM51001935    | Inscrit      | 1974  |                |
| Skulptur Johannes der Täufer            | Stein, 16. Jahrhundert                 | in der Kirche Notre-Dame (Lage) | PM51000952    | Classé       | 1908  |                |
| Skulptur Heiliger Nikolaus              | Stein, 16. Jahrhundert                 | in der Kirche Notre-Dame (Lage) | PM51001936    | Inscrit      | 1974  |                |
| Grabmal der Familie Salinguet de Termes | Stein, bezeichnet 1809                 | in der Kirche Notre-Dame (Lage) | PM51000953    | Classé       | 1908  |                |
| Taufbecken                              | Stein, 12. Jahrhundert                 | in der Kirche Notre-Dame (Lage) | PM51001924    | Inscrit      | 2002  | weitere Bilder |
| Sakristeischrank                        | Holz, 18. Jahrhundert                  | in der Kirche Notre-Dame (Lage) | PM51001930    | Inscrit      | 1974  |                |
| Skulptur Petrus                         | Stein, 16. Jahrhundert                 | in der Kirche Notre-Dame (Lage) | PM51001932    | Inscrit      | 1974  |                |
| Skulptur Sitzende Madonna mit Kind      | Stein, 14. Jahrhundert                 | in der Kirche Notre-Dame (Lage) | PM51000954    | Classé       | 1915  |                |
| Skulptur Johannes Evangelist            | Holz, 16. Jahrhundert                  | in der Kirche Notre-Dame (Lage) | PM51001926    | Inscrit      | 2002  |                |
| Skulptur Heiliger Remigius              | Stein, 16. Jahrhundert                 | in der Kirche Notre-Dame (Lage) | PM51001927    | Inscrit      | 2002  |                |
| Skulptur Heiliger Sebastian             | Holz, farbig gefasst, 17. Jahrhundert  | in der Kirche Notre-Dame (Lage) | PM51001931    | Inscrit      | 1974  |                |
| Skulptur Mater dolorosa                 | Holz, 17. Jahrhundert                  | in der Kirche Notre-Dame (Lage) | PM51001933    | Inscrit      | 1974  |                |